# Джоді Лі
Джоді А. Лі (англ. Jody Lee; нар. 18 червня 1958, Сан-Франциско, Каліфорнія, США) — професійна художниця у жанрі фентезі з Сан-Франциско, відома найбільше своїми ілюстраціями до обкладинок книг.

## Життєпис
Лі народилася 18 червня 1958 року в Сан-Франциско, Каліфорнія. У 1980 році вона закінчила коледж Академії мистецтв, отримавши ступінь бакалавра ілюстрації. Вона живе в Морро-Бей, штат Каліфорнія, з чоловіком і двома дітьми.

## Кар'єра
Щоб працювати професійним художником, у 1980 році Лі переїхала до Нью-Йорка. Енциклопедія наукової фантастики каже, що вона надала обкладинки книжок для «багатьох фантазій із ретельно розробленими, яскравими та приємно ошатними обкладинками». Серед авторів та авторок, з якими вона працювала, Мерседес Лекі, Мікі Цукер Райхерт, Ллойд Александер, Мадлен Л'Енґл та інші.
Вона також малювала обкладинки рольових ігор, таких як RuneQuest (третє видання, 1984) і Pendragon (перше видання, 1985). Вона проілюструвала обкладинки книжок 1991 та 1996 років для A Wrinkle in Time, опублікованої Dell Yearling.
Лі створила обкладинки для таких видавничих компаній, як Tor, Bantam, Doubleday, Dell, Warner і DAW Books.
Її роботи мають Музей Товариства ілюстраторів у Нью-Йорку та Художній музей Делавера.

## Особливості творчості
Такі художники, як Джоді Лі, відомі своєю здатністю переносити глядачів у фантастичні світи за допомогою своїх робіт, що включають складні та яскраво деталізовані пейзажі, міста та істот. Особливістю робіт Джоді Лі, як і багатьох художників фентезі, є її увага до деталей. Це вигадливо розроблені костюми, витіюваті обладунки та складна архітектура, які сприяють багатству та глибині її ілюстрацій. Роботи Джоді Лі можна охарактеризувати її здатністю оживляти  персонажів, надаючи їм виразних індивідуальностей та ідентичностей. У роботаї ьхудожниці часто наявний символізм.

## Нагороди та відзнаки
У 1989 році вона отримала нагороду Чеслі за найкращу м'яку обкладинку. У період з 1990 по 2004 роки її ще дев'ять разів номінували на премію Чеслі, а в 1990 році вона також була номінована на премію за художні досягнення.
У 1991 році вона була номінована на премію Локус як найкраща художниця. У 1992 році вона отримала нагороду Джека Ґоґена як найкраща художниця-початківиця.